# Anders Guttormsen Wigdahl
Anders Guttormsen Wigdahl (* 10. Mai 1830 in Vigdalen, Luster, Norwegen; † 31. August 1914 in Bergen, Norwegen) war ein norwegischer Landschaftsmaler der Düsseldorfer Schule.

## Leben
Wigdahl war der Sohn von Guttorm Andersen und Kristi Jonsdatter. Er wurde 1845 konfirmiert und begann mit 15 Jahren, sich seinen Lebensunterhalt zu verdienen. Im Winter 1850/1851 zog er nach Bergen und wurde Soldat. Von 1857 bis 1867 war er Unteroffizier des Bergener Bataillons. 1872 bis 1873 besuchte er unter J. Meyer und H. Bücker die öffentliche Zeichenschule von Bergen. Anschließend wurde er Schüler der Maler Johan Ludvig Losting (1810–1876) und Anders Askevold. Letzterem half er auch beim Verkauf von Landschaftsbildern an englische Touristen. 1874 folgte Wigdahl einem Rat Askevolds und ging nach Düsseldorf, um die akademische Malerei zu erlernen. Dort wurde er Privatschüler des norwegischen Landschaftsmalers Georg Anton Rasmussen, der ebenfalls ein Schüler von Losting und Askevold gewesen war. Bis 1879 lebte er in Düsseldorf, unterbrochen von mehreren sommerlichen Studienreisen nach Norwegen. Dann kehrte er nach Bergen zurück, wo er bis zu seinem Tod wohnte und als Landschaftsmaler arbeitete. Zwischen 1872 und 1888 wurden seine Landschaften auf verschiedenen Ausstellungen gezeigt, auch 1876 auf der Centennial Exhibition in Philadelphia. Da seine Malerei um die Jahrhundertwende als steif und altmodisch angesehen wurde, war seine wirtschaftliche Situation im Alter schwierig.

## Werke (Auswahl)
- Norwegische Gebirgslandschaft mit Bauernhäusern am See, 1876
- Holsendel in September, 1878
- Brusende elv, 1884
- Ansicht von Bergen (Norwegen), 1886
- Fra Frosnæs, Opstryn, 1895
- Norsk landskab, motiv fra Jostedalen, 1913